# Németh Tibor (traktoros)
Németh Tibor (1938–1996) magyar traktoros, traktorvezető, az Agárdi Állami Gazdaság egykori dolgozója.

## Pályafutása
1970-ben megkapta a Magyar Népköztársaság Állami Díjának második fokozatát (megosztva Fartel Mihállyal és Nagy Józseffel), az Agárdi Állami Gazdaság Zichyújfalui Kerülete szocialista brigádjainak megszervezéséért, illetve a Német Demokratikus Köztársaságból származó nagy teljesítményű kombájnok üzemeltetésében elért eredményeiért.